# Призрак в доспехах
«Призрак в доспехах» (яп. 攻殻機動隊 Ко:каку Кидо:тай, «Мобильная бронированная полиция общественного порядка») — научно-фантастическая манга, созданная Масамунэ Сиро. Изначально опубликована в 1989 году в виде отрывков и позже объединена в единый том. Также известна под названием Ghost in the Shell. Она рассказывает историю организации под названием Девятый отдел, ведущей борьбу с кибертерроризмом в Японии середины XXI века, главным агентом которой является майор Мотоко Кусанаги.

## Название
По заявлениям Сиро, он всегда хотел, чтобы манга называлась «Ghost in the Shell», даже в Японии, но его первые издатели настояли на названии «Мобильная бронированная полиция общественного порядка» (яп. 攻殻機動隊 Ко:каку Кидо:тай). Название «Призрак в доспехах» было выбрано в дань уважения к книге Артура Кёстлера «Призрак в машине».

## Манга
Оригинальная манга Масамунэ Сиро «Призрак в доспехах» была выпущена в Японии отрывками с апреля 1989 по ноябрь 1990 года в журнале манга-антологий Young Magazine издательства Kodansha. 5 октября 1991 года она была объединена в единый танкобон.
С 1991 по 1996 год выходила манга-ответвление от основного сюжета Ghost in the Shell 1.5: Human Error Processor, в которой Майор покидает Девятый отдел, чтобы работать в качестве частного подрядчика, а остальные члены подразделения — Бато, Тогуса, Исикава, Сайто, Паз, Борма и Адзума — продолжают свою работу в качестве тайных оперативников, время от времени встречаясь с Майором в ее различных обликах.
В 1997 году вышло продолжение основного сюжета манги — Ghost in the Shell 2: Man/Machine Interface (яп. 攻殻機動隊 : 2 ManMachine Interface).
С 2019 года выходит манга Дзюнъити Фудзисаку Ghost in the Shell 1.75: The Human Algorithm, являющаяся продолжением ответвления 1.5.

## Персонажи

### Девятый отдел
Отдел МВД Японии, действующий под именем Министерства общественной безопасности. Де-факто — организация для тактической разведки, устранения нежелательных личностей, а также расследований, которые не под силу полиции. Находится на верхних этажах небоскрёба города Ниихама. Отдел состоит из восьми человек, для выполнения заданий используются:
- Боевой вертолёт
- Конвертоплан
- Субмарина
- Индивидуальный термо-оптический камуфляж
- Операторы-Гиноиды
- 9 татиком
- Новейшие разработки огнестрельного оружия

### Остальные

#### Футикомы и татикомы
Футикома (яп. フチコマ) (в манге) и татикома (яп. タチコマ) (в телесериале) — небольшой одноместный роботизированный шагающий танк, оснащённый искусственным интеллектом, используемый Девятым отделом. Футикомы и татикомы играют важную роль в сюжете манги и сериала, обладают детской манерой разговора и двигательной гиперактивностью. В фильмах Мамору Осии подобные машины у Девятого отдела отсутствуют.
Татикома — двухметровый бронекомплекс, по виду напоминающий паукообразный танк на колёсах. Хорошо вооружены и оснащены — в носовую часть устанавливается либо ракетница, либо пулемет схемы Гатлинга, в манипуляторы встроены пулемёты. Имеются устройства, выбрасывающие липкие канаты, что позволяет им подниматься вертикально. Снабжены термооптическим камуфляжем, благодаря которому пропускают сквозь себя свет. Могут синхронизироваться с другими устройствами.
Из-за наличия значительной огневой мощи и выполнения заданий по обеспечению общественной безопасности, они не запрограммированы на безусловное выполнение приказов Девятого отдела, так как не владеют понятиями работы и отдыха. Татикомы — самообучающиеся машины, в связи с чем у Девятого отдела возникали трудности из-за слишком высокой скорости обучения.
В сериале Бато для смазки использует натуральные масла, что делает их умнее и любознательнее, а также повышает скорость самообучения до опасного уровня. Хотя память татиком взаимосинхронизируется, среди них начинают появляться индивидуальности, а кое-кто попадает в любимчики сотрудников. Они стремятся понять смысл жизни и смерти, их образ мышления похож на человеческий. В своём развитии доходят до понятия самопожертвования (эпизод спасения Бато ценой собственных оболочек) и такого развития личности (призрака), что удивляют этим даже Девятый отдел.
После второго сезона сериала Татикомы заменены на утиком (яп. ウチコマ утикома), похожих внешне, но не столь общительных. Инженеры не смогли повторить успех с самообучаемостью, поэтому утикомы более тихие и не занимаются философскими размышлениями. Хотя Бато ругали за использование натурального масла, один из техников жалуется на то, что теперь оно не помогает.

## Понятия

### Синдром одиночки
Под синдромом одиночки понимается общественно-психологическое явление, при котором люди массово принимают некоторый пример для подражания, в то время как сам по себе пример для подражания отсутствует. Этот синдром является центральной темой сюжета обоих сезонов сериала. Понятие синдрома одиночки отсылает нас к философии постмодернизма и одному из её понятий — симулякру.

### Призрак
Призраком в фильмах и сериале называют нечто, что отличает искусственный интеллект от интеллекта естественного, и позволяет носителям искусственного интеллекта даже при потере накопленных данных сохранять себя или переходить на любой носитель. По мнению одного из героев сериала — татикомы, призрак — это переход от цифрового начала «0» — бога к аналоговому, которое может испытывать смерть, не теряя данные, а возвращаясь к исходному цифровому началу. Для самой татикомы роль призрака сыграло любопытство, которое, даже при удалении всей информации с её носителей и возвращения к её исходному ПО, позволяло ей возвращаться к своей новообразующейся личности.
Официально термин «призрак» во вселенной «Призрака в доспехах» является собирательным понятием интуиции, сознания, души и личности.

## Экранизации
Оригинальная манга экранизирована компанией Production I.G и режиссёром Мамору Осии в формате полнометражных аниме-фильмов: «Призрак в доспехах» (1995) и «Призрак в доспехах: Невинность» (2004).
Также компанией Production I.G был выпущен телевизионный аниме-сериал Ghost in the Shell: Stand Alone Complex (первый сезон в 2002, второй, с постфиксом «2nd GIG» — в 2004 году, режиссёр Кэндзи Камияма). 1 сентября 2006 года Production I.G выпустила в прокат полнометражный фильм под названием Ghost in the Shell: Stand Alone Complex - Solid State Society, завершающий сериал.
22 июня 2013 года начался выпуск OVA Ghost in the Shell: Arise. Он состоит из пяти часовых серий. 20 июня 2015 года вышло продолжение — полнометражный аниме-фильм Ghost in the Shell: The New Movie.
Весной 2017 года на экраны вышел одноимённый голливудский фильм со Скарлетт Йоханссон в главной роли.
23 апреля 2020 года на Netflix состоялась премьера анимационного сериала Ghost in the Shell: SAC_2045.
В 2024 году Bandai Namco Filmworks анонсировала аниме-сериал по франшизе «Призрак в доспехах», производством занимаются студии Science Saru и Production I.G, выпуск намечен на 2026 год.